# Comme une carpe
 (juillet 2025).
Pour plus de détails, voir Fiche technique et Distribution.
Comme une carpe ou Le Muet de Marseille est un court métrage français réalisé par Claude Heymann, sorti en 1932

## Synopsis
Un mari volage, au retour de ses frasques, voit se dresser devant lui… sa femme. Il feint alors d'être sourd, pour éviter de répondre à une pluie de questions. Il en arrive à mimer la confection de l'œuf au plat. Son entourage le croit, non seulement sourd, mais muet, parle librement devant lui et révèle au malheureux, qu'il est lui-même trompé par sa femme.

## Fiche technique
- Titre : Comme une carpe ou Le muet de Marseille
- Réalisation : Claude Heymann
- Scénario, adaptation et dialogues : Jacques Prévert
- Photographie : Georges Raulet et Michel Kelber
- Son : Carl Liverman
- Montage : Denise Batcheff
- Production : Pallas-Films
- Distribution : Pathé-Consortium-Cinéma
- Tournage et développement dans les studios Pathé-Nathan
- Pays :   France
- Format : Noir et blanc -  Son mono - 1,37:1 - 35 mm
- Durée : 13 minutes pour une longueur de 340 m
- Genre : Court métrage comique
- Année de sortie : France : 1932
  - Présenté avec La dame de chez Maxim's de Alexandre Korda

## Distribution
- Fernandel : Chatelard, le mari volage
- Lou Tchimoukov : Le facteur
- Marguerite Templey : Mme Chatelard
- Pierre Darteuil : Laboursière
- Marcel Duhamel